# Mentiras piadosas (film, 2008)
Pour le film mexicain, voir Mentiras piadosas (film, 1989).
Pour plus de détails, voir Fiche technique et Distribution.
Mentiras piadosas (littéralement « pieux mensonges ») est un film argentin réalisé par Diego Sabanés et sorti en 2008.

## Synopsis
À la fin des années 50, à Buenos Aires, pour rassurer la mère, inquiète de ne pas recevoir des nouvelles de son fils Pablo parti pour l'Europe, la famille s'empêtre peu à peu dans le mensonge en lui envoyant lettres et cadeaux censés être expédiés par Pablo depuis Paris. Un stratagème qui va piéger toute la famille entre fiction et réalité.

## Fiche technique
- Titre : Mentiras piadosas
- Réalisation : Diego Sabanés
- Scénario : Diego Sabanés, d'après les nouvelles de Julio Cortázar La Salud de los enfermos (La Santé des malades), Cartas de mamá (Les Lettres de maman), Casa tomada (La Maison emprisonnée) et Tía en dificultades (Une tante en difficultés)[1].
- Musique : Rudy Gnutti
- Directeur de la photographie : Julián Elizalde
- Ingénieur du son : Guido Berenblum
- Décors : Juan Mario Roust
- Costumes : Marta Albertinazzi
- Monteur : Alberto Ponce
- Pays d’origine :  Argentine,  Espagne
- Tournage extérieur : Buenos Aires, San Luis (Argentine)
- Langue de tournage : espagnol
- Période de tournage : 2006-2007
- Producteurs : Benjamín Ávila, Maximiliano DuBois, Diego Sabanés
- Directrice de production : Laura Bruno
- Sociétés de production : Habitacion 1520 Producciones, San Luis Cine et Diego Sabanés (pour l´Argentine); Joseba Castaños Izquierdo et Ancora Musica (pour l´Espagne).
- Format : couleur — 35 mm — son Dolby Digital
- Genre : comédie noire
- Durée : 100 min
- Dates de sortie :
  - Argentine : 7 novembre 2008 au 2e Festival Internacional San Luis Cine
  - Argentine : 20 août 2009 dans les salles

## Distribution
- Marilú Marini : Maman
- Walter Quiroz : Pablo
- Claudio Tolcachir : Jorge, le frère
- Paula Ransenberg : Nora, la sœur
- Hugo Álvarez : l'oncle Ernesto
- Claudia Cantero : la tante Celia
- Verónica Pelaccini : Patricia, la fiancée
- Víctor Laplace : Papa
- Rubén Szuchmacher : Monsieur Millstein
- Lydia Lamaison : la grand-mère